# Meuschenmühle
Die Meuschenmühle ist eine historische Wassermühle und ein Wohnplatz der Gemeinde Alfdorf im baden-württembergischen Rems-Murr-Kreis. Das gut erhaltene Mühlengebäude aus dem 18. Jahrhundert gilt als eines der schönsten in der Region Stuttgart. Der kleine Ort liegt im Naturpark Schwäbisch-Fränkischer Wald.

## Lage
Die Mühle liegt im Tälchen des Eisenbachs östlich von Welzheim. Umliegende Ortschaften sind die Burgholzer Sägmühle im Norden, der Weiler Burgholz, der Döllenhof und Mannholz im Nordosten, die Mannholzer Ölmühle im Süden, Rienharz im Südwesten und der Schmidhof im Westen.
Etwa 800 Meter nördlich der Meuschenmühle lag die abgegangene Mannholzer Sägmühle und zirka 1 Kilometer südlich die abgegangene Höldiser Sägmühle.

## Geschichte
Der Wohnplatz Meuschenmühle ist sehr alt. Man nimmt an, dass die Mühle der letzte Rest der Wüstung Nibelgau ist. Der Ort Nibelgau wurde in einer Urkunde aus dem Jahre 1271 erstmals erwähnt. Am 7. Januar 1271 traten der Ritter Conrad Wäscher (Cunradus miles cognominatus Wascher) und sein gleichnamiger Sohn (et filius noster Cunradus) dem Kloster Lorch einige Ortschaften ab. Neben Aichstrut, Großdeinbach, der Schadburg (Schadeburch) und Wighartsreute (Schafhof bei Welzheim) wird auch Nibelgau (Nibelgow) genannt.
Für einen engen Zusammenhang der Meuschenmühle mit Nibelgau spricht auch, dass die Mühle in früheren Zeiten stets Nibelgaumühle genannt wurde. Erstmals erwähnt wurde die Anlage im Jahr 1499 im Zusammenhang mit einem Hans Müller zu Nibelgow. 1553 wurde die Meuschenmühle noch Nibelgau, die Mühle und im Jahre 1600 als Nibelgaumühle bezeichnet. Erst um 1700 setzte eine Änderung des Namens ein: Um 1701 wird die Mühle als Nübelgaw jetzo Meuschen Mühl erwähnt. 
Die Meuschenmühle gehörte zum Besitz der Herren von Neuhausen und anschließend den Freiherren vom Holtz zu Niederholtz, die in Alfdorf wohnten. Um 1835 war die Mühle eine Getreide- und Sägemühle. Besitzer war Gottlieb Seitz. Die Mühle ist vollständig erhalten und verfügt über ein oberschlächtiges, etwa 7 Meter hohes Wasserrad. Der Betrieb wurde 1970 eingestellt. Ab 1970 wurde die Mühle mit Hilfe des Landkreises saniert.

Die Meuschenmühle ist eine Station des seit 1978 bestehenden Mühlenwanderwegs. Die Route geht auf eine Initiative Horst Lässings zurück.

Bilder von der Meuschenmühle
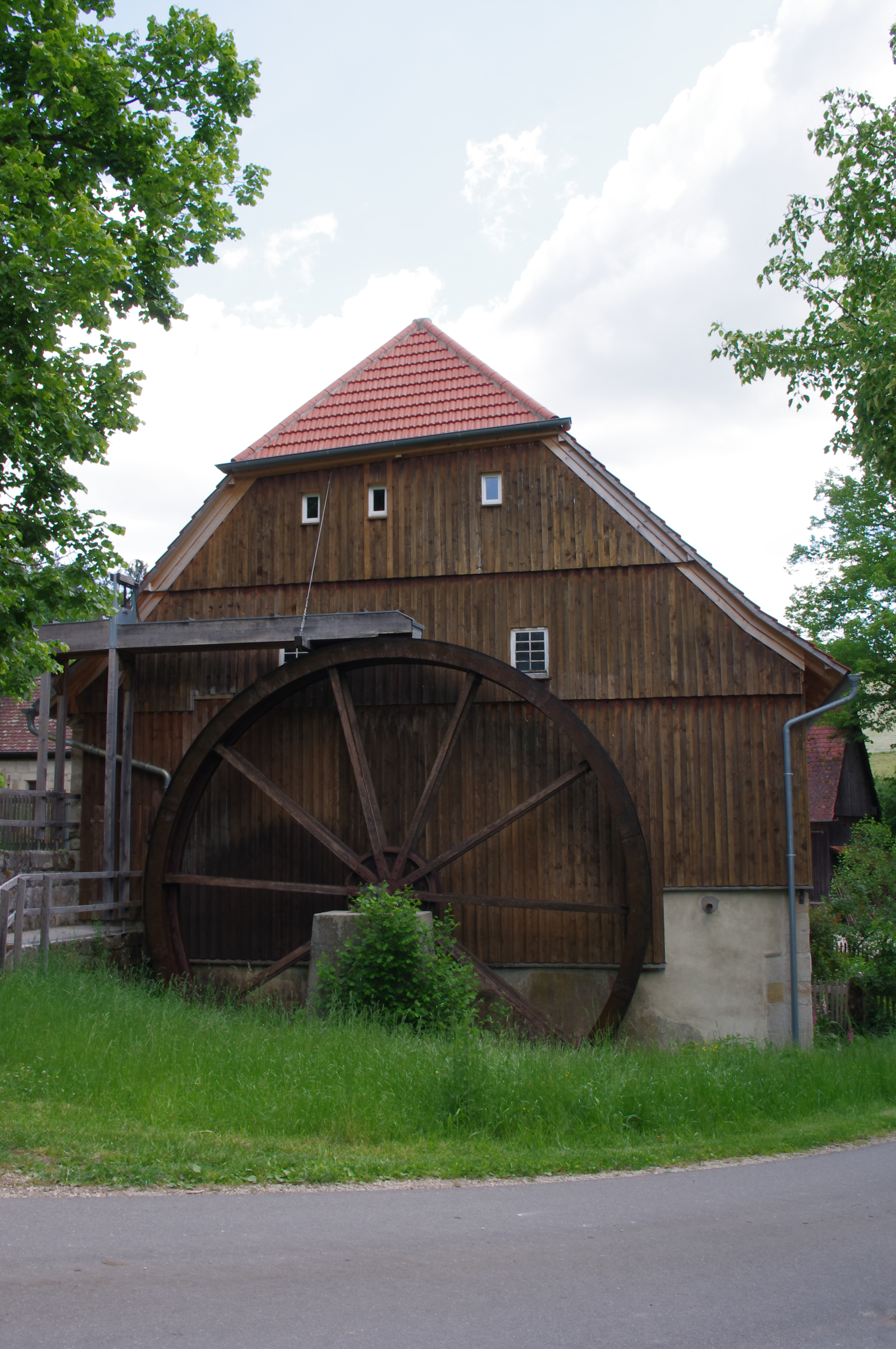
Wasserrad
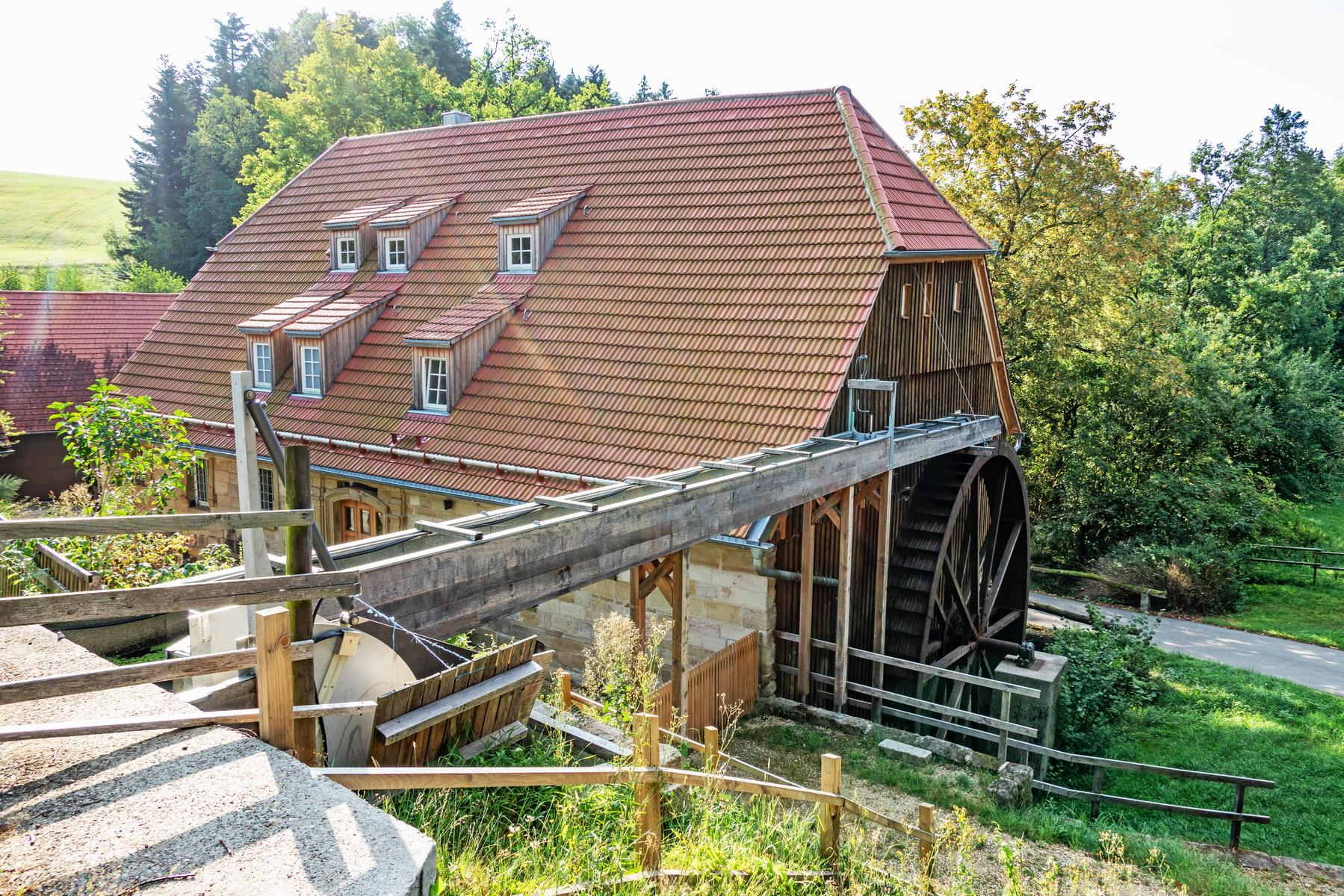
Wasserzufuhr
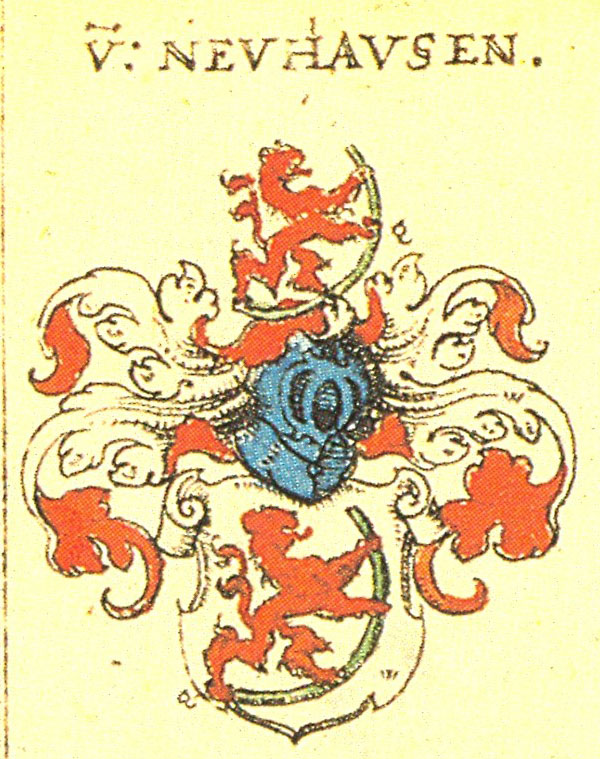
Wappen der Herren von Neuhausen
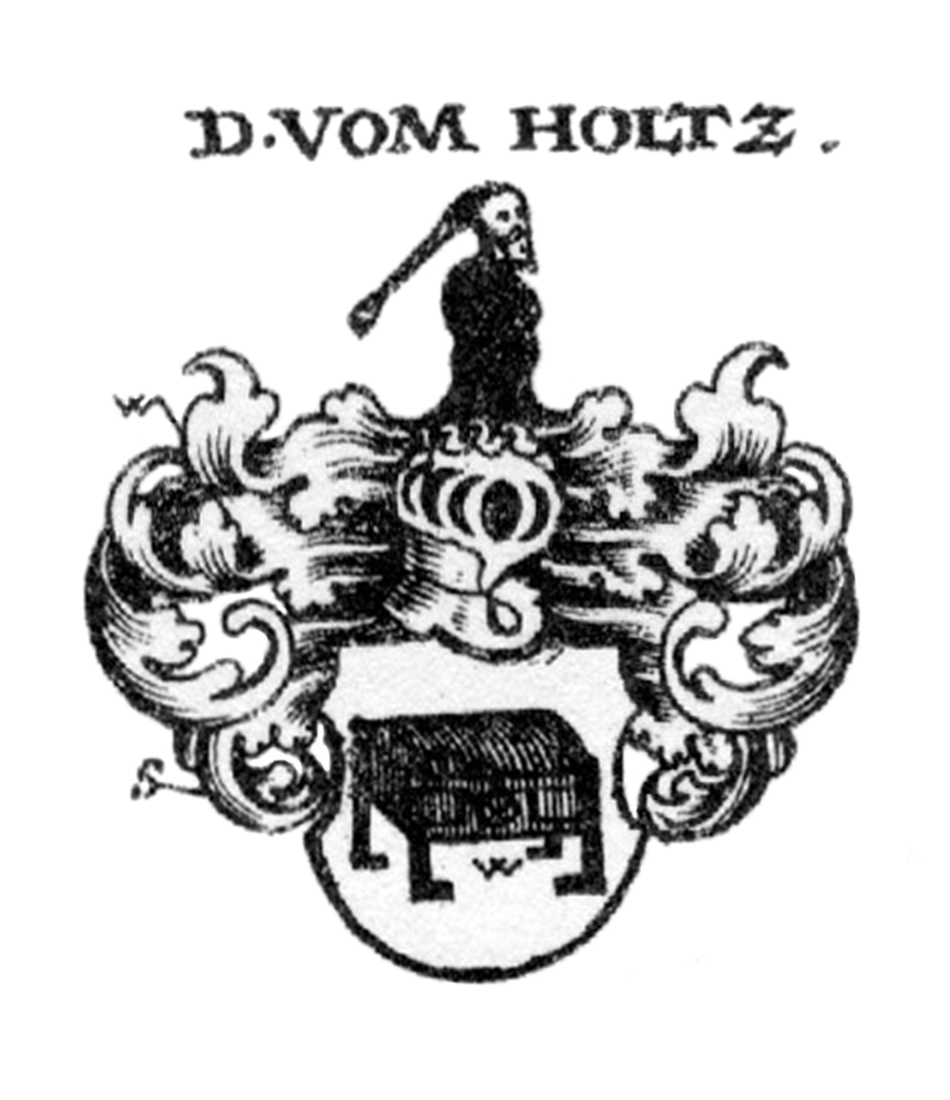
Wappen derer vom Holtz